# Larsa

Larsa i la Babilònia d'Hammurabi, 1792 al 1750 aC.

Larsa, Laraq o Larak, possiblement la bíblica Ellasar, fou una ciutat estat de Mesopotàmia. El seu emplaçament ha estat identificat en la moderna Tell as-Senkereh o Tell Sankarah, a la governació de Dhi Qar, Iraq. La seva deïtat fou Pabilsag, déu dels arbres.

## Història
Segons la llista de reis sumeris, la ciutat va tenir l'hegemonia temporal al començament de la civilització sumèria, amb un mític rei, Ensipazianna (En-Sipad-Zid-Ana), que hauria governat 28.000 anys. L'hegemonia la va perdre a mans de Sippar.
Després, ja no va destacar més i va seguir la història general de les ciutats estat sumèries amb les successives hegemonies. El 2350 aC, va passar a mans de Lugalzagesi d'Umma. Després, cap al 2330 aC, de Sargon I d'Akkad. Cap al 2220 aC, va ser independent fins al 2130 aC, en què va passar a Gudea de Lagash.
Més tard, va passar a Ur cap al 2100 aC, però el 2025 aC se'n va independitzar per mitjà d'un amorita (o amorreu) anomenat Naplanum, al qual, cap al 2005 aC, va succeir Emisum i després, el 1977 aC, Samium. El 1925 aC, va conquerir Ur, Uruk i Eridu, que pertanyien a Isin. El 1916 aC, va fer una expedició a Anshan i Elam. El 1898 aC, trobem Isin i Larsa en plena guerra, i les victòries de Larsa allunyen d'Isin els seus vassalls. El 1895 aC, Isin reconquerí Ur. El 1875 aC, Larsa ja tenia l'hegemonia i Isin havia quedat reduït a la ciutat i el seu propi territori, i Nippur. El 1867 aC, Larsa va conquerir Nippur, una de les últimes ciutats que encara obeïa Isin, però no va poder conservar-la. El 1838 aC, altra vegada va conquerir Nippur però Isin la va recuperar. El 1835 aC, mentre l'exèrcit estava ocupat atacant (i ocupant) Nippur, va ser conquerida efímerament per Kazallu. Poc després, el cap amorita Kudurmabug, senyor de Yamutbal, ocupà Larsa, expulsà la guarnició de Kazallu i proclamà rei el seu propi fill Waradish (1834 aC). El 1830 aC, Isin va conquerir de nou Nippur, potser per una revolta o per haver estat ocupada per Larsa. El 1828 aC, Larsa va conquerir Nippur i Isin la va recuperar el 1813 aC, però només per un any, car el 1812 aC Larsa la va conquerir per enèsima vegada. El 1802 aC, Isin va ocupar Nippur. El 1793 aC, Rimsin I de Larsa va ocupar Isin i Nippur es va fer independent per uns mesos fins que també fou ocupada. Però la victòria de Larsa no es va prolongar molt de temps. Babilònia es va posar al front d'una coalició amb Elam, Assur (Assíria), els gutis, Eshunna i Malgium (1764 aC), que el 1763 aC va assetjar i rendir Larsa. Va recuperar la llibertat el 1745 aC, però fou conquerida altra vegada pels babilonis el 1739 aC, que la van mantenir en endavant menys dos períodes de domini assiri (1235 aC a 1227 aC, i 729 aC a 626 aC) i una ocupació elamita breu (cap al 1157 aC al 1156 aC), i en tot aquest temps fou una ciutat menor.
Al final del segle XI aC o potser al principi del segle X aC, s'hi va instaurar el poder d'una tribu aramea (caldea), que va governar els segles següents. El 731 aC, el rei caldeu Nadin o Nadina de Larak va pagar tribut a Teglatfalassar III, que estava assetjant Sapia, capital de Bit Amukkani; el 729 aC, quan va ser conquerida per Assíria, però integrada dins el regne de Babilònia. La dinastia caldea de Bit Dakkuri va agafar el poder a Babilònia el 626 aC i va dominar Larak/Larsa.

## Reis[2]
| Rei                      | Regnat (cronologia curta) | Comentaris                                                                                             |
| ------------------------ | ------------------------- | --- |
| Naplanum                 | vers 1961—1940 aC         | Contemporani d'Ibbi-Suen d'Ur (tercera dinastia)                                                       |
| Emisum                   | vers 1940—1912 aC         | |
| Samium                   | vers 1912—1877 aC         | |
| Zabaia                   | vers 1877—1868 aC         | fill de Samium, primera inscripció reial                                                               |
| Gungunum                 | vers 1868—1841 aC         | independitzat de Lipit-Eshtar d'Isin                                                                   |
| Abisare                  | vers 1841—1830 aC         | |
| Sumuel                   | vers 1830—1801 aC         | |
| Nur-Adad                 | vers 1801—1785 aC         | Contemporani de Sumulael de Babilònia                                                                  |
| Sin-Iddinam              | vers 1785—1778 aC         | fill de Nur-Adad                                                                                       |
| Sin-Eribam               | vers 1778—1776 aC         | |
| Sin-Iqisham              | vers 1776—1771 aC         | Contemporani de Zambiya d'Isin, fill de Sin-Eribam                                                     |
| Silli-Adad               | vers 1771—1770 aC         | |
| Warad-Sin                | vers 1770—1758 aC         | Possible co-regencia amb el seu pare Kudur-Mabuk                                                       |
| Rim-Sin I                | vers 1758—1699 aC         | Contemporani d' Irdanene d'Uruk, Derrotat per Hammurabi de Babilònia; Rim Sin I era germà de Warad-Sin |
| Hammurabi de Babilònia   | vers 1699—1686 aC         | |
| Samsu-iluna de Babilònia | vers 1686—1678 aC         | |
| Rim-Sin II               | vers 1678—1674 aC         | Mort en la revolta contra Babilònia                                                                    |

Una cronologia alternativa (mitjan) situa aquests reis en les dates següents:
- Naplanum 2025-2005
- Emisum 2005-1977
- Samium 1977-1942
- Zabaia 1942-1933
- Gungunum 1933-1906
- Abisare 1906-1895
- Samuel 1895-1866
- Nuradad 1866-1850
- Siniddinam 1850-1843
- Sineribam 1843-1840
- Siniqisham 1840-1835
- Silliadad 1835-1834
- Waradish 1834-1823
- Rim-Sin I 1823-1762
- a Babilònia 1762-1745
- Rim-Sin II 1745-1739
- a Babilònia 1739

## Arqueologia
L'excavació de Larsa cobreix més de 6 km de circumferència. El lloc s'anomena Tell es-Senkereh o Tell al-Sankara, abans simplement Sinkara o Sankara o Senkere (entre al-Samawa i al-Nasiriyya a la liwa d'al-Muthanna), i fou excavat per primer cop el 1850 per William Loftus, durant menys d'un mes però fou prou per a identificar el lloc; el principal treball fou el temple de Shamash, reconstruït per Nabucodonosor II. Es van trobar inscripcions de Burnaburiash I de la dinastia cassita i d'Hammurabi, de la primera dinastia babilònia. El 1903, hi va treballar per poc temps Walter Andrae i el 1905 Edgar James Banks. La població local estava saquejant intensivament les ruïnes en aquell moment. La primera excavació científica es va fer el 1933, amb Andre Parrot, que hi va tornar el 1967. El 1969 i 1970, fou excavada per Jean-Claude Margueron. Entre 1976 i 1991, una missió francesa a l'Iraq, dirigida per J-L. Huot, va excavar a Tell es-Senereh durant tretze campanyes. Els edificis principals excavats són la "Casa Blanca" que era un temple del déu Shamash, i el palau reial de Nur-Adad (un rei amorita del segle XIX aC). Les excavacions mostren que Larsa fou abandonada al segle III aC. En la Bíblia, la ciutat és esmentada com Ellarsa.